# Нонненхорн
Нонненхорн (нем. Nonnenhorn) — община в Германии, в земле Бавария. 
Подчиняется административному округу Швабия. Входит в состав района Линдау-Бодензее.  Население составляет 1663 человека (на 31 декабря 2010 года). Занимает площадь 1,96 км².